# Shimazu Yoshihiro
En aquest nom japonès, el cognom és Shimazu.
Shimazu Yoshihiro (岛津义弘, 21 d'agost de 1535-1530 30 d'agost de 1619) va ser un samurai japonès del període Azuchi-Momoyama i del període Edo de la història del Japó. Va ser el segon fill de Shimazu Takahisa i germà menor de Shimazu Yoshihisa.
Va ser un estrateg militar excel·lent i la seva victòria en contra del clan Itō durant la batalla de Kigasakihara és considerada com un dels seus més grans èxits. Va contribuir enormement en la campanya que va portar a terme el clan Shimazu amb l'objectiu d'unificar Kyūshū. El 1587, Toyotomi Hideyoshi va començar una altra amb l'objectiu de pacificar l'illa, per la qual cosa el clan es va rendir. Després que el seu germà Yoshihisa es va tornar un monjo budista, Yoshihiro es va convertir en el líder del clan.
Yoshihiro va participar al costat de Hideyoshi durant les seves invasions a Corea de 1592 i 1597. El 1597, juntament amb Todo Takatora, Kato Yoshiaki i Konishi Yukinaga, Yoshihiro va vèncer la flota de Won Kyun, on aquest últim va ser mort en batalla.
A la batalla final, la batalla de Noryang, la flota de Yoshihiro composta de 500 vaixells va ser derrotada estrepitosament i 200 dels 500 vaixells van ser enfonsats per les forces combinades de Yi Sun-sin i Chen Lin.
Durant la batalla de Sekigahara, Yoshihiro es va aliar amb Ishida Mitsunari en contra de Tokugawa Ieyasu, on les seves tropes van ferir de mort a Ii Naomasa abans de fugir de tornada cap a Satsuma.